# داني أوتشيتشي
داني يوتشيتشي (بالإنجليزية: Danny Uchechi)‏ (14 سبتمبر 1989 بآبا في نيجيريا - ) هو لاعب كرة قدم نيجيري في مركز الهجوم. شارك مع منتخب نيجيريا تحت 20 سنة لكرة القدم ومنتخب نيجيريا تحت 23 سنة لكرة القدم. أما مع النوادي، فقد لعب مع تشارلتون أثلتيك وشيفيلد وينزداي وليستر سيتي ونادي أبردين ونادي دلكورد ووست هام يونايتد وفيربرودرينغ دندر إندرخت هكلغام ‏ ونادي إسكلستونا.

## وصلات خارجية
- داني أوتشيتشي على موقع الاتحاد الدولي (مؤرشف)  (الإنجليزية)
- داني أوتشيتشي على موقع قاعدة بيانات كرة القدم.إي يو (الإنجليزية)
- داني أوتشيتشي على موقع Soccerbase.com (لاعب) (الإنجليزية)
- داني أوتشيتشي على موقع Soccerway.com (الإنجليزية)
- داني أوتشيتشي على موقع عالم كرة القدم.نت (الإنجليزية)
- داني أوتشيتشي على موقع GSA (الإنجليزية)